# Église Saint-Martin de Bovigny
Pour les articles homonymes, voir Église Saint-Martin.
L'église Saint-Martin  est un édifice religieux catholique classé situé dans le village de Bovigny faisant partie de la commune de Gouvy en province de Luxembourg (Belgique).

## Situation
L'église se situe au centre du village ardennais de Bovigny, le long de la route nationale 892. Elle est entourée par son cimetière dont le mur d'enceinte est aussi classé et jouxte le presbytère de Bovigny, objet aussi d'un classement.

## Historique
Une ancienne chapelle dédiée à Notre-Dame est renseignée sur le site dans un acte de 1604 et reconstruite en 1684. Elle devient église paroissiale de Bovigny en 1717, en remplacement de l'église du Mont-Saint-Martin située dans les bois en direction de Beho (qui sera reconstruite en 1850 comme chapelle Notre-Dame-des-Malades). La tour est datée de 1723. Le reste de l'édifice actuel est bâti principalement en 1891 puis en 1925.

## Architecture
L'édifice d'une longueur d'une trentaine de mètres est réalisé en moellons de grès ardennais. La toiture est en ardoises. La nef est constituée de cinq travées percées de baies cintrées ornées de vitraux. Le chevet, plus étroit et moins haut, est formé de cinq pans coupés. La quatrième travée est prolongée par un transept. La nef, le transept et le chevet érigés en 1891 sont ornés d'arcades de style néo-roman. La tour de quatre niveaux est surmontée par un clocher à soubassement prismatique à coyaux sous une flèche octogonale terminée par une croix en fer forgé et un coq en girouette.

## Classement
La tour de l'église Saint-Martin, le mur d'enceinte du cimetière à Bovigny ainsi que l'ensemble formé par l'édifice et ses abords sont classés depuis le 22 septembre 1992 et repris sur la liste du patrimoine immobilier classé de Gouvy.

## Galerie

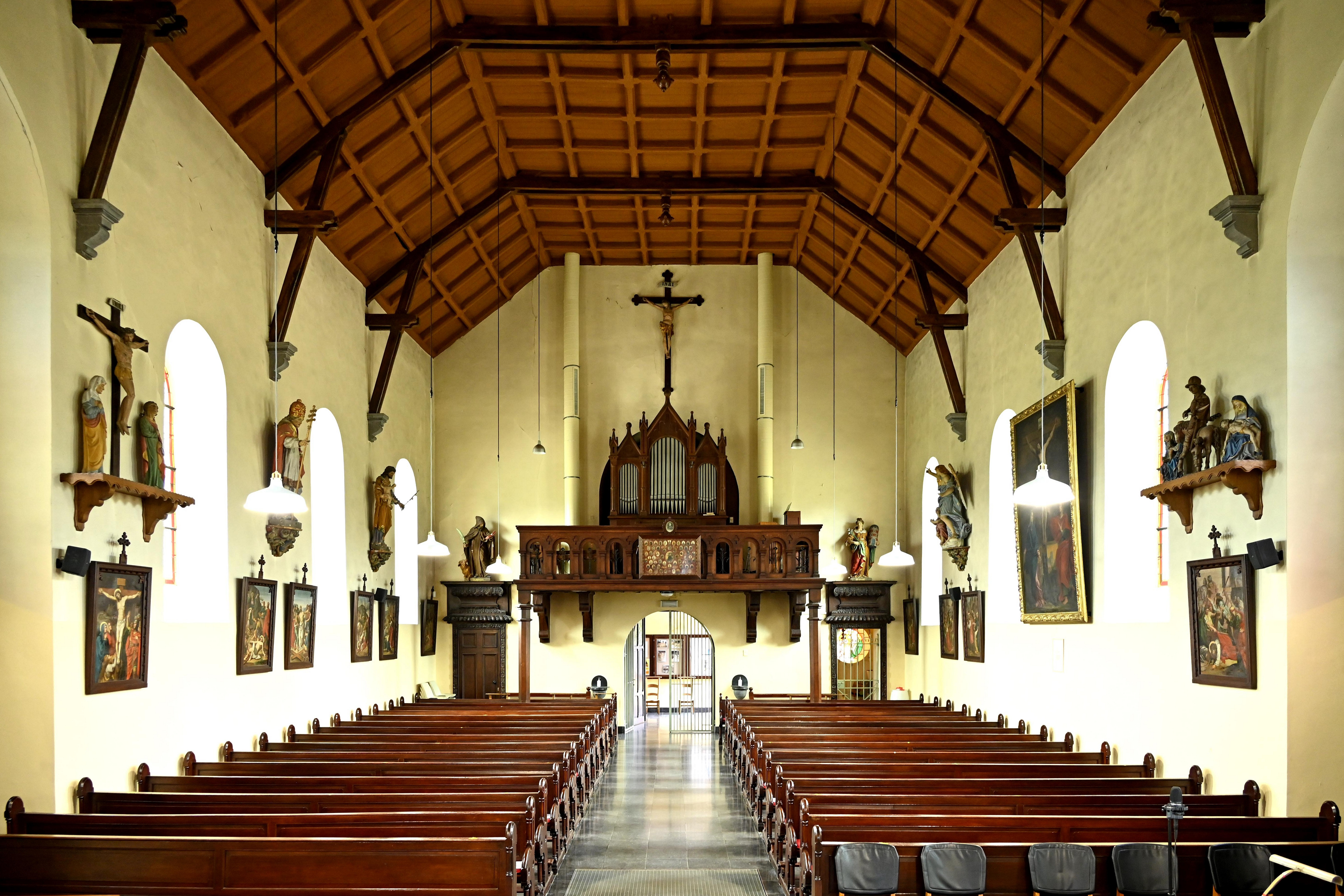
Intérieur de l'église Saint-Martin
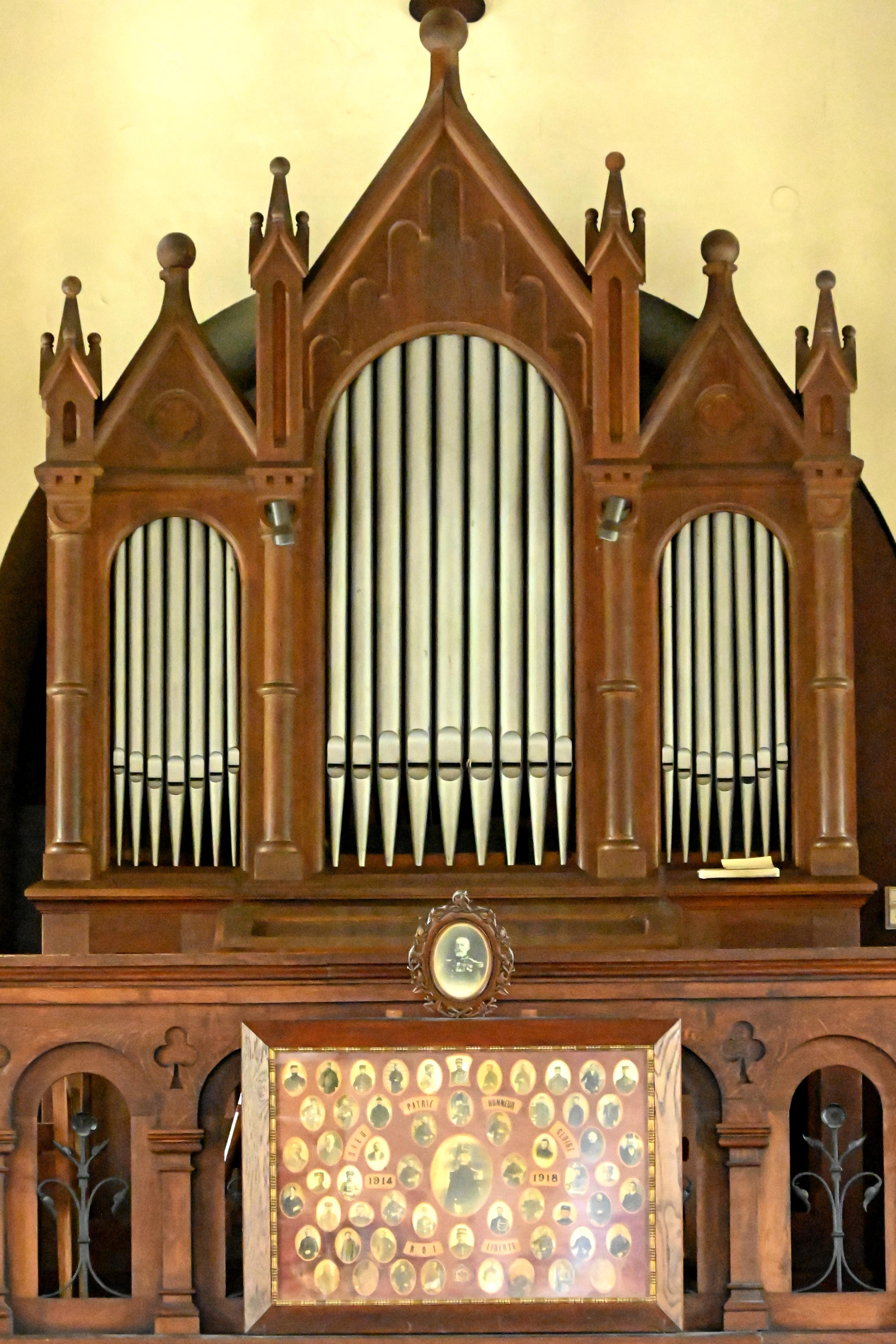
Orgues
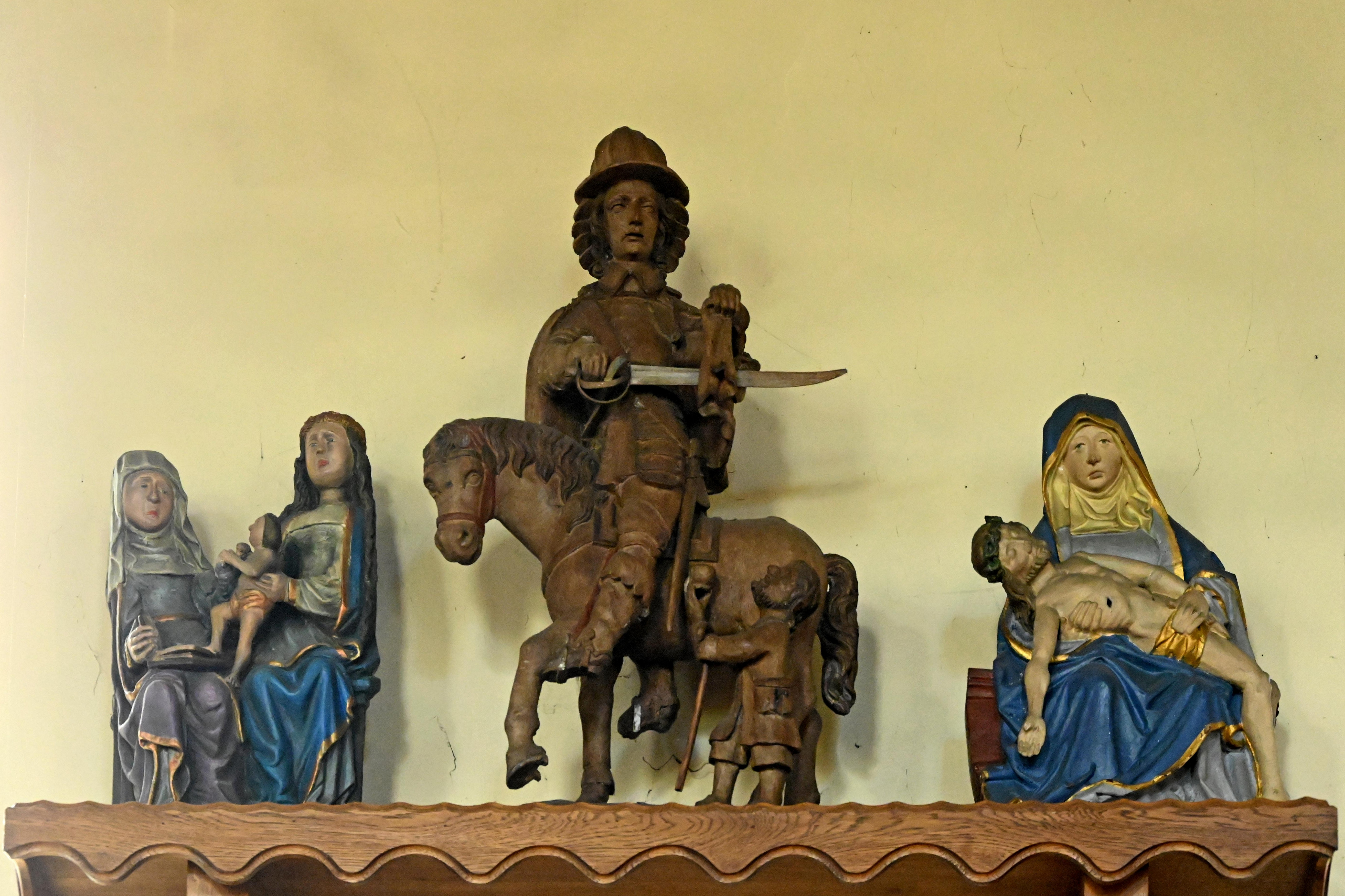
Statues
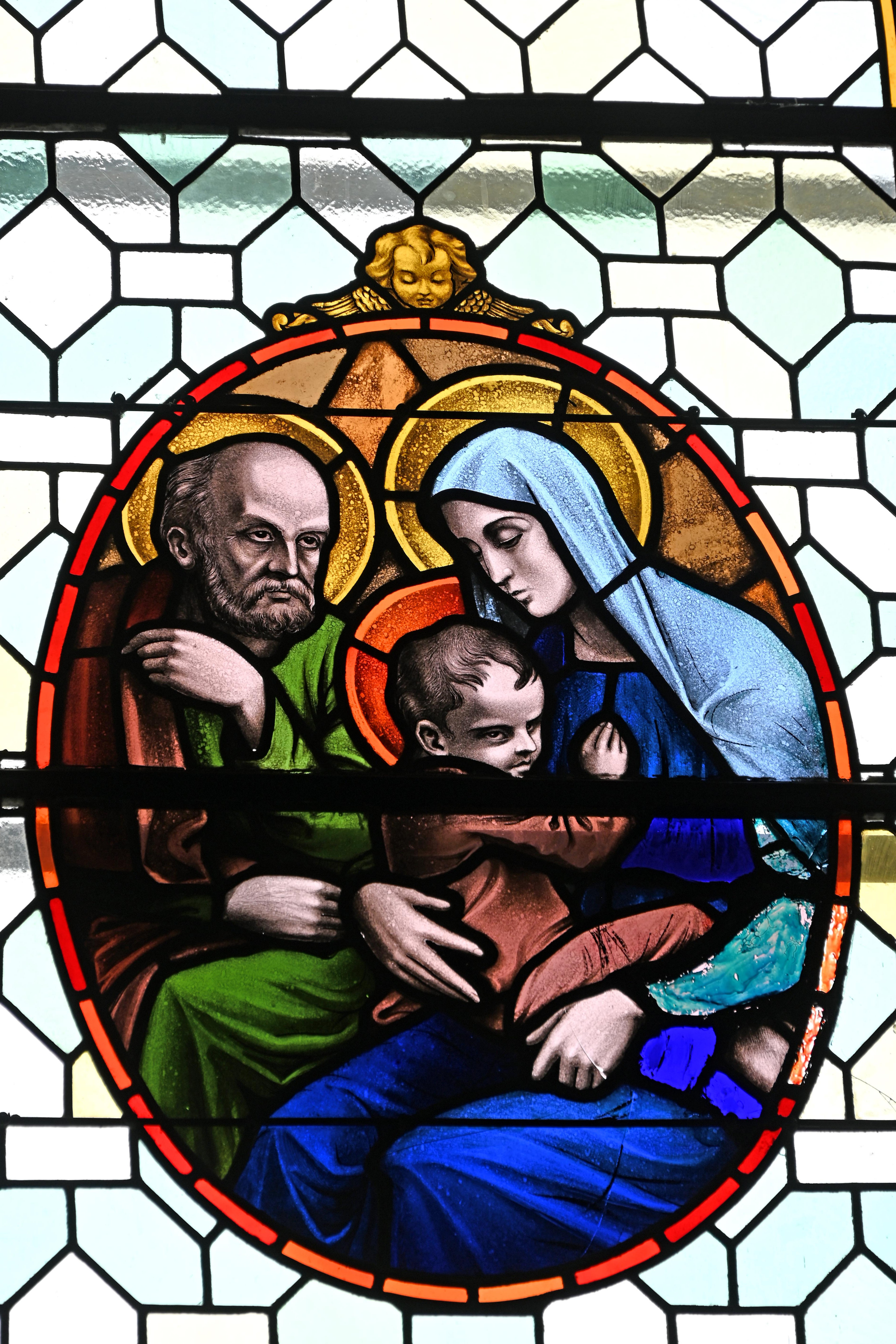
Vitrail